# バウンティソード・ファースト
『バウンティソード・ファースト』は、パイオニアLDCが、1997年に発売したPlayStation用ゲームソフト。CD-ROM1枚。2011年4月13日よりゲームアーカイブスにて配信開始。レイティングはCERO：C（15才以上対象）。

## 概要
1995年にスーパーファミコン用ソフトとして発売された『バウンティ・ソード』を、リメイクした作品。その際には、『バウンティソード・トリロジー』として、3部作になる予定だったが、続編（セカンド）として『バウンティソード・ダブルエッジ』が発売されたのみで、『サード』は発売されていない。

## ストーリー
神暦4093年、南エウロペア大陸の小国「神祖連邦オルドバ」により引き起こされた戦火は、瞬く間にエウロペア大陸全土に広まっていった。古代の超兵器『機神』による侵略の手は南エウロペア大陸のみならず、北エウロペア大陸をも包み込んでいった。その前に立ちはだかる全ての国を焦土と化しながら……。そして、神暦4095年、北エウロペア大陸を制圧したオルドバ軍の前に残されたのは、北方の島国「ラインメタル連合共和王国」のみとなっていた。
一方、そのラインメタルに一人の男がいた。男の名は「ソード」。かつては騎士として輝かしい日々を過ごすも、10年前のある事件を境に、その日暮らしの賞金稼ぎに身を落として日々をしのいでいる男だ。そして、ある依頼のなかで、ソードは一人の少女と出会う。その出会いこそが、失った時間を取り戻す戦いの始まりであるとも知らずに……。

## システム
「リアルタイムシミュレーション」のジャンル名どおり、敵味方のユニットがリアルタイムに動き回り、MAP上の敵を攻撃（あるいは味方を回復）していく。随時、コマンド入力することでユニットへ移動・攻撃・回復の指示ができるが、基本的には与えた命令と作戦に沿ってユニットは自動的に動くため、的確な指示を適時に行う必要がある。さらに、MAPは幾画面にも渡り、同時に多方面で戦いが起きるため、常にMAP全体を見渡す視野の広さも要求される。
シナリオはキャンプモードでの選択のほか、特定のキャラクターが仲間にいるかどうか（死亡していないか）によってルートが決定されるため、一度のプレイではすべてを見ることはできない。またSFC版と違い、戦闘中に倒れた仲間は離脱扱いにならず、その場で特定のアイテムによって呼び戻さない限り、完全に死亡扱いとなる。
マルチエンディングを採用しているため、様々な選択肢により決断を迫られる。パーティに入れる仲間を選んだり、戦略を選んだり、というシナリオ上の分岐は数多く存在している。
クラスチェンジ
各キャラクターは、登場時の職業から「クラスチェンジ」によって、現在の職業の上級クラスに転職することができる（戦士⇒ナイト、ガンマン⇒スナイパーなど）。転職の条件はレベルによって決まるが、特殊なアイテムが必要な職業もある。
また、通常は決まった系統の中でのみクラスチェンジのみだが、キャラクターによっては異なる系統にチェンジできる者も存在する（魔導師系⇔僧侶系、戦士系⇔忍者系など）。
傭兵
ストーリー進行上に仲間になるキャラクター（真実の仲間）以外にも、金銭を払うことで4回のみ戦闘に参加させられる「傭兵」を雇うことができる。規定回数終了後は、再契約をするかを打診されるので、ここで再契約をすれば引き続き雇用することができ、2回再契約をすれば、以後は真実の仲間と同様に金銭無しでともに戦うことができるようになる。
闘技場
街にある施設の一つで、金銭を払うことで、賞品・経験値を稼げる戦闘ができる。通常の戦闘と異なり、HPが0になっても死亡しないので、何度でも挑戦ができる。
関係値
ソードとフュリスの現在の信頼関係を表す数値。隠しパラメーターであり、画面上には表示されないが、この値次第で仲間になるキャラクターやエンディングが変化する。会話中などの選択肢により上下するが、素直でないフュリスの性格を反映して、単に相手に気に入られるような回答をすると下がることもしばしばあるので注意が必要。

## キャラクター

### メインキャラクター
ソード（名前は変更可能）
31歳 誕生日3月14日（月日は変更可能）
別名：不敗の聖騎士
かつては、ラインメタル第17独立騎士団を率い、「不敗の聖騎士（マスターオブソード）」と呼ばれていたほどの優秀な騎士だった。しかし、10年前の第二次エウロペア戦争終結間際に起きたある事件により、「味方殺しのソード」の異名を付けられ、軍を追放されてしまう。それ以降は、酒に溺れ、しがない賞金稼ぎとして日々を過ごしている。ある日、彼の前に現れた年端のいかない少女によって、再び戦場へ赴くことになる。
テティス
?歳 誕生日??
別名：一万年の妖精
常にソードと行動を共にする妖精。体のサイズは手のひらほどしかないが、感情豊かで周囲のムードメーカー的存在。酒に溺れるソードの体を心配するなどの気配りも見せるが、フュリスとは犬猿の仲でよく口げんかをしている。
もともとは、ある研究所で実験体にされかけたところを騎士時代のソードに助けられ、以後、ソードと行動を共にするようになった。
その正体は、古代の超文明で作られた人工生命体。『Terminal Transport System』が正式名称であり、その通称がTTS（テティス）である。名称などから移動に関する超技術的な能力を持っていると予想されるが、本人が自らの出自を忘れてしまっているので、詳細は不明。
フュリス（名前は変更可能）
12歳 誕生日7月14日
別名：謎の少女
自らの素性を隠す、不思議な少女。乗っていた船が沈没し、ラインメタルの岸辺に流れ着いたところでソードと出会う。ソードのことを「しがない賞金稼ぎ」、テティスを「虫」と呼ぶなど、尊大な態度のうえに口が悪く、常に周囲から距離を置こうとしている。
本名は、オフィーリア・レス・エリュシオン。神祖連邦オルドバの皇帝、エリュシオンの唯一の娘である。父の野望を止めるために、城を抜け出し、自ら反乱軍を立ち上げた。そして、ソードに正体を知られた際には、あらためてエリュシオン皇帝の討伐、つまり「父殺し」を依頼した。

### 真実の仲間
コルツ
58歳 誕生日7月4日
別名：老練なる銀狼
ソードと同じく、ラインメタルで賞金稼ぎを営むベテランのバウンティハンター。ソードがバウンティハンターになった当時からの知り合い。ベテランらしく、何事にも動じない精神力を持ち、祖国ラインメタルを心から愛している。
ヘンメリー
26歳 誕生日3月8日
別名：ブラッドシスター
ラインメタルの賞金稼ぎ。ソードやコルツとも旧知の仲で、年齢が上の二人に対しても軽口を叩く間柄。もとは良家の子女だったが、修道院での生活に嫌気が差し、家を飛び出し賞金稼ぎになった。
ロジャー
19歳 誕生日7月29日
別名：若き炎の剣士
反乱軍の剣士。かつては、オルドバ軍に所属していたが、その圧政に疑問を持ち、フュリスに賛同して反乱軍に入った。まだ年若く剣筋も粗いが、ソードからも将来を嘱望される素質を持つ。本人もソードに尊敬と信頼の念を抱いている。
ミランダ
17歳 誕生日9月22日
別名：辺境の聖女
反乱軍の僧侶。ロジャーとは幼馴染。かつてはロジャーと同じオルドバ軍の部隊に所属していたが、ともに反乱軍に身を投じる。穏やかな性格であり、我侭言い放題のフュリスをなだめるほどの人格者。
ツキカゲ
29歳 誕生日1月29日
別名：静かなる殺戮者
金で殺しを請け負う暗殺者。当初はオルドバ連邦に雇われてソードの命を狙うが、ソードに敗れ、その強さに興味を持ち、また報酬を約束されたことで、反乱軍に協力する。「殺し」の中にスリルを求めることで、自らの「生」を実感する根っからの暗殺者。
ロブン
42歳 誕生日5月31日
別名：陰陽道士
東洋のある国からやってきた風水士。その目的は不明だが、何かを探すために反乱軍に加わる。様々な兵器や秘術に詳しく、よくファウストと語り合っている。
マウザー
27歳 誕生日3月29日
別名：ドラゴンバスター
山奥の寒村オケアノス出身の格闘家。ドラゴン退治に執念を燃やすため、「ドラゴンバスター」の異名をとる。山奥に住んでいたため、オルドバの侵略のことも何も知らなかったが、オケアノスに伝わる伝承「巨悪にはわれらの拳で立ち向かえ」の言葉に従い、反乱軍に加わる。体も大きいが、性格も豪快で大の酒好きかつ大食漢。
ファウスト
?歳 誕生日12月27日
別名：極黒（くろ）の魔導士
旅の吟遊詩人。しかし、その正体は、強大な黒魔術を使う大魔導士。己の力を嫌い、吟遊詩人として各地を放浪している。性格も物静かであり、普段の様子からは大魔導士としての片鱗をうかがうことはできない。運命論者であり、「運命です」が口癖。
シュタイア
20歳 誕生日7月20日
別名：閃光のシュタイア
ロムルス王国軍、機動投擲隊にエースとして所属するガンマン。ロムルス王都はオルドバによって壊滅させられ、その戦いの中で妹・ロシィを失う。そのため、祖国と妹の復讐のために反乱軍に身を投じる。熱くなりやすい熱血漢だが、銃を握ればどんな戦いの中でも冷静に相手を仕留めることのできる腕前を持つ。
リュウビ
32歳 誕生日12月9日
別名：寸断のリュウビ
ロムルス王国出身のサムライ。祖国を失い、戦う場をもとめていたときに、シュタイアに誘われ反乱軍に加入する。ロムルス軍時代からシュタイアとは旧知の仲で、刀と銃の互いの死角を補うコンビネーションを得意としている。
アテナ
20歳 誕生日10月4日
別名：シルバーナイト
とある小国出身の女性騎士。国がオルドバに滅ぼされ、反乱軍に加わる。国を裏切りオルドバに寝返った姉のルーネを追っている。
エルマ
15歳 誕生日2月14日
別名：魔法少女
ソードに一目惚れしたため、反乱軍に加わった魔法使い。オルドバへの復讐心や悲壮感といったものに全く無縁で、やたらと能天気な言動を繰り返している。そのため、周囲から浮き気味。
リリン
11歳 誕生日??
別名：無垢なる少年
他人と全く同じ姿に変身できる能力を持つ、不思議な少年。その能力やファウストの言動から、人間以外の存在であることが示唆されている。

### ラインメタル連合王国
主人公ソードの故郷。軍事力は高く、11年前に終結した第2次エウロペア大戦にも勝利している。
マクベス
44歳 誕生日11月11日
ラインメタルの軍務大臣。かつては、ソードとともに「第17独立騎士団」に所属していたクレリックだった。現在ではラインメタルの大臣と出世したが、旧友であるソードのことを気に掛けている。
デトニクス
ラインメタル騎士団所属の騎士。マクベスの命令で一時的にソード一行に加わる。当初は、ソードのことを信用していなかったが、その剣技が錆付いていないことを目の当たりにし、認識を改める。
アハブ
港町ポートランドの闘技場戦士。海を渡れる船を持つが、かつて起きた悲しい出来事のために、船を出さなくなっている。

### 神祖連邦オルドバ
古い歴史を持つ国。数十年前から古代兵器の発掘を開始していた。2年前より神祖連邦と名乗り、北への侵略を開始する。
皇帝エリュシオン
?歳 誕生日??
オルドバの独裁者。古代遺跡で発掘した機神に魅せられ、世界征服の野望に乗り出す。
闘将ダークロード
35歳 誕生日11月3日
オルドバ四将軍の1人。常に全身を甲冑で包み、素顔を決して人には見せることが無い。素顔同様その過去も明らかにされていないが、卓越した剣技のみで四将軍になったほどの使い手。
猛将レオパード
45歳 誕生日1月11日
叩き上げの軍人肌である四将軍の1人。常に将としての貫禄を漂わせ、兵からの信頼も厚い。皇帝エリュシオンに対しては絶対の忠誠を誓うが、皇帝が機神を重視していることには、不満を感じている。
魔将オルトルート
?歳 誕生日??
黒魔術を操る四将軍の1人。機神の研究に全てを打ち込むため、あまり戦場に出ることは無い。しかし、ロムルス王都の制圧の際には、機神の稼動実験のために姿を見せた。
知将ルーネ
24歳 誕生日4月22日
オルドバ四将軍唯一の女将軍。かつては妹のアテナとともに、ある小国に仕えていたが、富と名声を求め、オルドバに寝返った。弓の名手であり、「女神部隊」と呼ばれる女性部隊を率いている。
ゴーシュ
ロジャーとミランダのかつての上官。侵略を繰り返すオルドバの中にあって数少ない、良識のある騎士。敵として対峙したロジャーとミランダに対しても、その成長を褒め称える度量を持つ。
キャリバン
ミランダの元婚約者。
カンウ
ロムルス王国出身のサムライ。国が滅んだ後に、家族を守るためにオルドバに仕えるが、内心では「二君に仕える」自分を恥じている。
アカツキ
連邦に雇われた忍者。機神を操り、ソードたちの命を狙う。ツキカゲとは旧知の仲。
エルクレア・セス・エリュシオン
皇帝8番目の妻にしてフュリスの実母。心身神を病み、服薬して自ら命を絶った。このことはフュリスが父親である皇帝に反旗を翻す一因ともなっている。

### 暗黒の魔物たち
ラグガドル
不死の命を持つネクロマンサー。無数のゾンビを操るだけでなく、自らもすでにゾンビと化しており、たとえ肉体が滅んでも年月が経てば蘇ることができる。騎士時代のソードに倒された過去があり、以来、ソードを付け狙っている。
悪霊
オルドバの南のはずれにある太古の遺跡にいる悪霊。オルドバよりも古い時代の小王国の権力者だったが、機神を目覚めさせたことにより国は滅び、亡霊となった今も暗黒の神の力に固執している。

### 第17独立騎士団
かつてラインメタル王国軍の中で、常に栄光と勝利に彩られていた伝説の部隊。だが、10年前のある事件により、部隊は解体され、隊員たちも異なる運命に身を投じることになった。
ソード
祖国を守るという希望と熱い情熱を抱いていたころの若き日のソード。このころからすでに「不敗の聖騎士」と呼ばれるほどの剣技を誇っていた。
アジャックス
ソードに勝るとも劣らない剣の使い手である騎士。ソードとは親友であり、互いに認め合う仲だったが、ソードと袂を分かった後の消息は不明。
ノルン
紅一点の魔法使い。年齢は若いが、天才的な魔術の才能を持つ。ソードとは互いに憎からず思っていたが、お互いになかなか口に出せないでいた。
マクベス
部隊最年長のクレリック。熱くなりがちな他のメンバーを後方からサポートしていた。
ダニエル
正義感の強いサムライ。常に先陣に立ち、戦場を駆け巡る血気盛んな戦士だった。アジャックスと同様、その後の消息は不明。

## 機神
神祖連邦オルドバが古代遺跡から発掘した兵器群。「機神」と総称されているが全て形状・性能が異なる。掘り出したオルドバでもその機能の全てを解明したわけではなく、制御方法も確立されていない不安定な存在。しかし、その性能は圧倒的であり、オルドバのエウロペア大陸制圧も、機神があってこそといえる。
機神1号
都市、要塞攻撃用機神。遮光器土偶を模した頭部と巨体を持つ。浮遊しながら移動し、遠距離からの高出力光線砲による攻撃を得意とする。
機神2号
対人攻撃用機神。左右4対の腕を持ち、それぞれが個別に動き、敵を攻撃する。また、高い魔法防御力を持つため、遠距離からの魔法攻撃を減殺することができる。
機神3号
重攻撃型機神。長距離攻撃用の主砲と近接攻撃用の対人機関砲を装備している。
機神4号
地中を移動できる隠密行動型機神。外見と性能はドラゴンを模しており、ヒートブレスを放射する。
機神5号
高速移動型機神。肉眼で捉えることが困難なほどの高速で空中を移動し、その衝撃波と爆撃で敵を殲滅する。
機神6号
精神攻撃型機神。催眠光線によって、敵を洗脳して操ることができる。
機神7号
機動性重視の機神。機体全体を包み込むフィールドを発生させ、そのまま敵軍へ突進する戦法を得意とする。また、短距離の瞬間移動も可能。
機神8号
撹乱・暗殺用機神。最小の機神だが、それを利用して、敵に見つからずに対象を暗殺する任務に用いられる。
機神9号
対象の生命を1分経過後に無条件で停止させる「生体破壊システム」を搭載した機神。その特異な性能から処刑用との推測もされている。
機神10号
中距離砲撃用機神。本体から放たれる高エネルギー弾と付属の小型飛行砲台で敵を攻撃する。
機神11号
自爆攻撃型機神。発掘された時点で、保存状態が悪く本来の機能が不明だったため、オルドバ軍により自爆装置がつけられた。さらに自爆時間調整のために機体表面から放たれる超高圧ガスにより、近接戦闘が可能となった。
機神12号
唯一の人型機神。形状だけでなく、攻撃方法も人間と同様に剣と魔法のみを使用する。しかし、その剣技はオルドバ四将軍の一人、闘将ダークロードに比肩する。
超機神
全ての機神を上回る最終兵器とされているが、未だ起動に至っておらず、その性能は不明。

## 黄道12神
「機神」の復活に呼応して地上に現れた神々。普段は、各地に置かれた石板の中に眠っているが、選ばれし「神の代理人」の前に姿を現し、その力が封じられた指輪を授ける。
- 軍神アレス
- 美神ヴィナス
- 伝令神ヘルメス
- 静寂神セレネ
- 太陽神アポロン
- 知神マーキュリー
- 愛神アフロディテ
- 冥王神プルートゥ
- 大神ゼウス
- 時神クロノス
- 天空神ウラヌス
- 海神ポセイドン

## 主なスタッフ
- 企画：太田泉
- 原作・シナリオ：山口宏
- 戦闘監督：西谷英晃
- 音楽：田中公平
- コンセプトデザイン：前田真宏
- キャラクターデザイン：大武ユキ

## 関連作品

### 書籍
- 攻略本『バウンティソード・ファースト 公式ガイドブック』
  - 発行：ファミ通編集部。シナリオ攻略・アイテム紹介などのほか、エウロパ大陸年表・機神の機体説明・10年前のソードたちの過去の物語、さらには開発者インタビューなど内容は充実しているが、キャラクター紹介のイラストがゲーム本編と異なっている。
- 小説『バウンティソード・ファースト 〜聖剣の墓標〜』
  - 著者：石田祐一。ファミ通ゲーム文庫。「ソード」が偽名である点や、超機神の正体などのいくつかの設定が変更されているが、おおむねゲームの物語に沿っている。
- 漫画『バウンティ・ソード　〜ラインメタル異本〜』
  - 著者：塩崎有吾+斉藤和衛。少年キャプテンコミックス。副題の「異本」のとおり、ゲーム本編とは、物語・人物設定・世界観が大きく異なる。

### ドラマCD
- バウンティ・ソード 外伝 -鋼鉄の龍-
  - 発売日：1995年9月21日
  - 発売元：パイオニアLDC
  - 1995年8月4日から9月15日まで、ベイエフエムのラジオ番組『三石琴乃の部活しよッ!』（制作：東海ラジオ放送）の中のコーナーのひとつとして、山口宏が自ら脚本を手がけた全7話のミニドラマとしてオンエアされたもので、本CDは再編集による完全版とされている。設定はゲーム本編中のそれに基づくものの完全オリジナルストーリーとなっており（フュリスとクレイオのエピソードはゲーム本編でも語られるはずであったが、容量の関係により割愛されている）、オリジナルのキャラクターや兵器が登場する。

物語
神祖連邦オルドバを目指し、旅を続けるソード、フュリスたちの一行は、魔物に襲われている少女を助ける。少女の名は、クレイオ。某王国の姫君だが、魔物に父母を殺され、護衛の数人の戦士とともに逃走していたのだ。成り行きから少女達に手を貸すことになったソードたちは、「鋼鉄の龍」と呼ばれる神話の兵器をめぐる争いに巻き込まれていく。
登場人物
- ソード：石塚運昇
- テティス：三石琴乃
- フュリス：鈴木真仁
- ロジャー：三木眞一郎
- ミランダ：篠原恵美
- シュタイア：関智一
- ファウスト：石井康嗣
- クレイオ：池澤春菜
  - 某王国の姫君。容姿はフュリスと瓜二つだが、性格は似ておらず、夢見がちで浮世離れした言動が目立つ。夢でソードたちとの出会いを予知するなど不思議な能力を持ち、伝説の「鋼鉄の龍」の秘密にも深く関わっている。真の名はエルクレア。

- ルナリア：西村ちなみ
  - クレイオを護衛する女戦士。初めはソードたちを魔物と誤解して襲ってきたが、誤解がとけたあとにクレイオと引き合わせる。半ば強制的にソードたちに協力させるなど、クレイオの安全を何より優先させる。

- フリージア：今井由香
  - クレイオを護衛する女戦士。ロベリアとは双子の姉妹。

- ロベリア：並木のり子
  - クレイオを護衛する女戦士。フリージアとは双子の姉妹。

- ラグガドル：柴田秀勝
  - ネクロマンサー。鋼鉄の龍を手に入れるため、クレイオの両親を殺害し、砂の兵士や複数のゾンビを魔術で融合させた不死の巨人を操り、クレイオをも付け狙う。

主題歌
オープニング主題歌「Battle Wind〜男に吹く風〜」
作詞：前田耕一郎 / 作曲：田中公平 / 編曲：岸村正実 / 歌：関智一
エンディング主題歌「遠い記憶」
作詞：山口宏 / 作曲：田中公平 / 編曲：岸村正実 / 歌：鈴木真仁

### サントラCD
- バウンティ・ソード音楽編
  - 発売日：1995年11月22日
  - 発売元：パイオニアLDC

※なお、厳密には、上記のドラマCD・サントラCDは、『バウンティソード・ファースト』ではなく、SFC版『バウンティ・ソード』の関連商品である。
- BOUNTY SWORD BGM SPECIAL
  - 続編の「バウンティ・ソード ダブルエッジ」発売時に、キャンペーンとして限定で配布された非売品CD。ダブルエッジの全曲と、ファーストからはオープニングなど4曲の計31曲を収録している。